# Mactaquac Provincial Park
Der Mactaquac Provincial Park ist ein Provincial Park in der kanadischen Provinz New Brunswick. Der Park liegt am Saint John River im York County. Von Fredericton aus ist er über die New Brunswick Route 105 zu erreichen.
Bei dem Park handelt es sich um ein Schutzgebiet der IUCN-Kategorie II (Nationalpark).
Der Park entstand, als in den 1960er Jahren der südlich gelegene Mactaquac Damm gebaut wurde. 